# El Origen (álbum de La 25)
El Origen es el séptimo álbum de estudio de la banda de rock argentina La 25. Cuenta con la producción artística de Jimmy Rip y Nelson Pombal. Además, fue grabado entre Buenos Aires y Nueva York. Durante este año, el baterista Heber Darío Vicente ingresa a la banda, ocupando el lugar de Marcio.
"Buenos Aires", “Adicción” y "Cruz de Sal" fueron los cortes de difusión del álbum, con sus respectivos videoclips.

## Lista de canciones
| N.º   | Título                                  | Duración |  |
| 1.    | «Buenos Aires» (Mauricio Lescano)       | 4:29     |  |
| 2.    | «No Pares» (Mauricio Lescano)           | 3:40     |  |
| 3.    | «Adicción» (Mauricio Lescano)           | 3:35     |  |
| 4.    | «Cruz de Sal» (Mauricio Lescano)        | 6:15     |  |
| 5.    | «Como Me Gusta» (Mauricio Lescano)      | 3:18     |  |
| 6.    | «Me Voy a Quedar» (Mauricio Lescano)    | 3:07     |  |
| 7.    | «El Vecindario» (Mauricio Lescano)      | 3:27     |  |
| 8.    | «Calles Sin Nombres» (Mauricio Lescano) | 3:56     |  |
| 9.    | «Ciudad de Dios» (Mauricio Lescano)     | 3:48     |  |
| 10.   | «Instinto Animal» (Mauricio Lescano)    | 3:54     |  |
| 11.   | «El Origen» (Mauricio Lescano)          | 3:30     |  |
| 12.   | «Mil Años» (Mauricio Lescano)           | 4:46     |  |
| 47:45 |                                         |          |  |

## Videoclips
- Buenos Aires
- Adicción
- Cruz de Sal

## Músicos
- Mauricio "Junior" Lescano: Voz y guitarras
- Marcos Lescano: Guitarras y coros
- Hugo Rodríguez: Guitarras y coros
- Diego Reinholz: Bajo y coros
- Heber Darío Vicente: Batería